# Toshio Shimakawa
Toshio Shimakawa (født 28. maj 1990) er en japansk fodboldspiller, som spiller for den japanske fodboldklub Oita Trinita.